# Юріївка (Куп'янський район)
Юріївка — село в Україні, у Великобурлуцькій селищній громаді Куп'янського району Харківської області. Населення становить 98 осіб. До 2020 орган місцевого самоврядування — Великобурлуцька селищна рада.

## Географія
Село Юріївка розміщене за 7 км від селищ Великий Бурлук і Приколотне, примикає до села Миколаївка. В селі є залізнична станція Розорене. На відстані 1 км проходить автомобільна дорога Т 2115.

## Історія
XVIII століття - час виникнення села. Попередня назва - Розорана, Пролетарка. 
12 червня 2020 року, відповідно до розпорядження Кабінету Міністрів України № 725-р «Про визначення адміністративних центрів та затвердження територій територіальних громад Харківської області», увійшло до складу Великобурлуцької селищної громади.
19 липня 2020 року, в результаті адміністративно-територіальної реформи та ліквідації Великобурлуцького району, село увійшло до складу Куп'янського району Харківської області.
24 лютого 2022 року почалася російська окупація села.
11 вересня 2022 року під час слобожанського контрнаступу Збройних сил України від російських окупантів звільнено населені пункти Великобурлуцької селищної територіальної громади.
У 2025 році село перейменували з Юр'ївка на Юріївка.

## Топоніміка
- вул. Привокзальна.
- вул. Залізнична.
- вул. Підгірна.
- вул. Польова.
- вул. Горна.